# اشتفان رایزینگر
اشتفان رایزینگر (آلمانی: Stefan Reisinger؛ زادهٔ ۱۴ سپتامبر ۱۹۸۱) یک بازیکن فوتبال اهل آلمان است.
از باشگاه‌هایی که در آن بازی کرده‌است می‌توان به باشگاه فوتبال زاربروکن، گروتر فورث، مونیخ ۱۸۶۰، فرایبورگ و فورتونا دوسلدورف اشاره کرد.